# 山梨キャンプ場殺人事件
山梨キャンプ場殺人事件（やまなしきゃんぷじょうさつじんじけん）は、山梨県都留市で、1997年（平成9年）3月に男性が暴行を受けて死亡し、2000年（平成12年）5月14日に男性2名が殺害された事件である。被害者はいずれも阿佐吉廣（2012年の最高裁判決で死刑が確定、2020年に病死 ）が経営する朝日建設と雇用関係にあり、3名の遺体は同社が運営する都留市内のキャンプ場に遺棄された。阿佐の上告審では、共犯者がそれまでの証言を翻したとする陳述書を弁護側が提出し、これを受けて最高裁判所が結審後に弁論を再開するという異例の展開となった。

## 事件の概要
2003年（平成15年）10月、山梨県都留市のキャンプ場から3体の男性の死体が発見された。このキャンプ場は同年8月に倒産した朝日建設が経営していたキャンプ場で、捜査の結果、3体の死体はいずれも朝日建設の従業員であったことが発覚した。山梨県警・都留警察署は、1997年3月ごろAを暴行の結果死亡させ、BとCを2000年5月に絞殺したとして、朝日建設社長阿佐吉廣（逮捕当時54歳）と従業員らを逮捕した。
阿佐はAに対する暴行は認めたものの、BとCに対する殺人については、実行・指示はおろか殺害現場に行ったことすら否認した。だが、逮捕された元従業員らは容疑を認めた上で阿佐による犯行を証言した。裁判所はこの証言を採用し、一審の甲府地方裁判所は阿佐に死刑判決を下し、二審の東京高等裁判所は弁護側の控訴を棄却した。2011年（平成23年）12月、阿佐の弁護人は上告審弁論で、共犯の1人がそれまでの証言を翻して阿佐は現場にいなかったとする陳述書を提出。これを受けて翌2012年（平成24年）10月に異例となる再度の弁論が開かれたものの、同年12月に弁護側の上告が棄却され、阿佐の死刑が確定した。阿佐は未執行のまま2020年2月に間質性肺炎により東京拘置所で病死した。

## 事件の経過
1994年（平成6年）ごろ、阿佐は、東京都内や大阪府から集めた浮浪者を寮に住まわせ、山梨県内の工事現場等に人夫として派遣する人材派遣業を行う会社である朝日建設を同県都留市に起業した。だが、朝日建設は建設業の許可を持っていなかった上、人夫の日当は寮費、たばこ代、酒代などの名目で差し引いた額しか支払われず、労働基準監督署に賃金未払いの相談も度々寄せられていたという。阿佐は、飲酒して寮で騒いだ者、交通事故を起こした者、あるいは反抗的態度をとった者などに対し、他の人夫たちに対する見せしめとして暴力による制裁を徹底的に加え、人夫たちを屈服させていた。

### A傷害致死事件
1997年（平成9年）3月のある朝、阿佐は、雇っていた身元不詳の人夫の男性Aが前夜ナイフを持って暴れるなどのトラブルを起こしたことを聞いた。警察沙汰になるなど仕事に支障が出ることを懸念した阿佐は、朝日建設事務所でAに説教をしたが、Aが反抗的な態度をとったため、木刀でAを複数回殴打した。Aは、この暴行により肺挫滅による気管支肺炎を負った。阿佐は、倒れ伏していたAの手当てと看病を従業員に命じたが、Aは暴行の数日後に突如死亡した。阿佐は、警察に通報せず、自らAの死体をブルーシートで密閉して隠匿した上で、従業員たちにAの死を口外しないように口裏合わせをした。

### B・C・Dに対する暴行
2000年（平成12年）5月14日、朝日建設の人夫男性B（当時51歳）、男性C（当時50歳）、男性D（当時41歳）ら3名は都留市の酒店に停まっていた車に当て逃げ事故を起こし、酒店側からの苦情により阿佐はこの事故を知った。阿佐は、人夫を管理する立場にあった従業員X、Y、Zとともに、Bら3名を怒鳴りながら暴行を加えた。このとき、Dはひたすら謝ったが、BとCは反抗的な態度を取り続けた上、BがXの腹部をナイフで刺した。

### B・Cに対する逮捕監禁・殺害事件
同日午後6時ごろ、阿佐は、Y・ZらにBとCの両手・両足を緊縛した上で自動車内で監禁し、朝日建設で管理する都留市のキャンプ場に連れて行き、自分とXが到着するまで監視するよう指示した。
午後7時ごろ、キャンプ場に到着した阿佐は、X・Yと共にBの首をロープで締め、Cの首を両手で締めつけてそれぞれ殺害した。殺害後、B・Cの死体を緊縛した状態のまま、重機を使ってキャンプ場の土中に埋めた。
各関係者の証言
BとCの殺害に関して、判決では上記の内容で事実認定されたが、そもそも事件現場に行っていないとする阿佐本人とそれを証明する証言をした阿佐の娘とその友人、阿佐が事件現場に現れたとするY・Zら従業員達とで異なる趣旨の証言がなされた。阿佐が現場にいたことを証言した従業員の中には後に証言を翻して阿佐は現場にいなかったと証言した者もいる。
なお、本事件の捜査段階でXはすでに病死していた。
（阿佐の供述）
捜査段階から一貫して、キャンプ場には行っておらず、殺害行為も共謀もしていない、殺害が行われたとされる時間帯は家にいたと思うという趣旨の供述をし続けた。
当日の夜、Xから「社長、めんどうくせえからやっちまったよ」と連絡を受けたがその時は真意を測りかねて特に対応はしなかった。翌朝、Xから同様の内容の電話を何度か受け、Xが本当にBらを殺したのかと考えるに至り、重機の手配をさせ、死亡後3年間隠しておいたAの遺体の投棄をXに頼んだ。
（阿佐の娘の友人Fの証言）
事件前日である2000年5月13日、阿佐宅に泊まりに行き、事件当日である翌14日は昼過ぎに起きた。午後2時か3時ごろに阿佐に声をかけられ、午後4時ごろ阿佐と阿佐の娘と買い物に出かけた。買い物から戻った後も阿佐は自宅におり、午後9時か9時半ごろに阿佐に車で送ってもらって帰宅した。
阿佐宅に泊まりに行ったことに関してはFの手帳にもその記述があり、Fの母親も、Fから花を贈られ、阿佐がFを車で送り届けてきた記憶があると証言している。
（阿佐の娘の証言）
事件当日は昼過ぎに起きて、午後3時か4時ごろに阿佐、友人らとともに買い物に出かけた。帰宅したのは午後6時を過ぎていた。夕食を阿佐と食べ、夕食後、阿佐は午後8時から大河ドラマを観ていた。買い物に行った時から夜まで阿佐と一緒におり、阿佐が出かけて行ったということはない。阿佐が夜に友人を家まで送って行ったかは覚えていない。
（Yの証言）
BとCをキャンプ場に連れて行き自分たちが到着するまで見張っておくように阿佐とXから指示を受けた。阿佐とXが現場に到着すると、阿佐とXはZと5、6分話していた。その後、Xに「Y、今からやるからな」と言われ、XがBから刺されていたこともあり、殺すという意味と解釈して「はい」と返事した。気がつくと、阿佐は、Bらが乗せられていた車内に入っており、5、6分かがんでいるのが見え、後ろのタイヤが揺れていたことから首を絞めているのかと思った。その後、Xに「Y手伝え」と言われ、YはCの胸と太ももあたりを抑え、阿佐が両手で首を絞め、5、6分ほどでCは動かなくなった。死亡したBらの顔にガムテープを巻くなどしていると、いつの間にか阿佐はいなくなっていた。
Yは公判において上記証言をしていたが、阿佐の最高裁弁論を前に従来の証言を翻して阿佐は現場にいなかったとする証言をし、阿佐の弁護人は陳述書を提出した。
（Zの証言）
BとCをキャンプ場に連れて行き自分たちが到着するまで見張っておくように阿佐とXから指示を受けた。阿佐とXが現場に到着すると、XはZに「社長（阿佐）とちょっと話をしたんだけど、（中略）このまま2人を帰すわけにはいかないから、この2人をちょっと今から殺すから、ちょっと手伝え」と言われ、阿佐からも「そういうことだから、頼むよ」と言われたが、Zは「できません」と断った。すると、2人はYを呼び出し、Yが「はい」と言ってうなずいていた。その後、阿佐がBとCが監禁されている車内に入りBがいる座席の方に行くと、阿佐らしき人影が動いたりかがんだりするのが見え、4、5分車体が揺れていた。その後、Cの叫び声が聞こえ、XがYを車内に呼び入れた。気になってスライドドア側から中を見ると、XとYがCを抑え、阿佐がCにまたがっているのが見え、阿佐がCの首を絞めて殺しているのではないかと思った。その後、Xからガムテープを買ってくるよう指示され、買って現場に戻ると、現場を後にする阿佐の車とすれ違った。
Zの証言は最終的に上記証言に至るまでに捜査段階から「死体と知らずに埋めた」→「死体と知りつつ埋めた」→「阿佐の命令でXとYが殺した」→「阿佐が現場に来て直接B・Cの殺害を命じた」と変遷している。Zはこの変遷の理由について、阿佐にXがやったことにするように頼まれて恐怖心から従ったが、逮捕されてからは阿佐から危害を加えられる心配がなくなったため、本当のことを話した旨供述している。
（車をキャンプ場まで運転した従業員の証言）
阿佐がキャンプ場に現れ、阿佐とXとZで会話があった後、Yが呼ばれ、阿佐が「これからやるぞ」と言って車に乗り込んだ
この従業員も上記最終的な供述と異なり、捜査当初は阿佐が現場に来たとは供述していなかった。供述が変わった理由を「日々の仕事で頭がいっぱいで思い出せなかった」と証言している。
（キャンプ場の管理人の証言）
一審時には事件当日阿佐がキャンプ場に現れたことを認める証言をしていたが、控訴審において「ウソだった。検事から言わされた」と証言を翻した。

### Dに対する逮捕監禁事件
反抗的な態度をとったB・CがY・Zらにキャンプ場に連れて行かれた一方で、ひたすら謝罪したDは事務所に残された。阿佐らはDを標識ロープで両手を縛って事務所に監禁したが、翌15日Dは脱出した。Dを発見した阿佐は、「未払給料を支払ってやる」などと言って車に乗せて事務所にDを連れ戻し、Dに模造刀を示しながら「今度逃げたらこれで頭をかち割ったろか」などと脅迫した上で両手両足を緊縛し、阿佐ら4名監視の元同日午後11時ごろまで監禁した。Dは殺されるかもしれないという恐怖から自力で脱出し、追っ手の追跡を逃れるため山中を2日間さまよった後、警察に保護された。

### Eに対する損害賠償金横領事件
朝日建設は2002年（平成14年）ごろから運営資金が枯渇し、暴力団関係者や従業員から借金をして運営していた。同年10月1日、同社の人夫Eが交通事故に遭って半身運動障害等の後遺症を残す頸髄損傷の傷害を負い、保険会社から損害賠償金が支払われることになると、阿佐は経理事務担当の従業員と共謀し、振り込まれた約2400万をEから預かり、借金返済などのために着服、横領した。保険金を全く受け取っていなかったEは2003年夏ごろ都留警察署に被害届を提出した。

## 事件発覚・逮捕
2002年秋ごろ、Xが病死。
2003年（平成15年）8月、朝日建設は倒産した。倒産の際には都留署に賃金未払いを訴えて多数の元従業員が押しかける騒ぎがあったという。
9月下旬には阿佐ら3人がEの保険金横領の容疑で逮捕された。
10月6日、都留警察署員が朝日建設運営のキャンプ場の地中から2遺体を発見した。2人のうち1人の遺体には首にひものようなものが巻きつけられていたことから、捜査本部は殺人、死体遺棄事件として捜査を始めた。山梨県警と都留署は、同年7月に「3年前ごろ、都留市内の建設会社事務所で従業員が殺されたらしい」との匿名の情報が寄せられ、翌8月にはその会社の従業員を名乗る男性から「重機を使って穴を掘り、箱のようなものを埋めた。死体だったかもしれない」との電話があったことから、同キャンプ場を捜索していた。翌7日には、さらに1体の遺体が発見された。
阿佐は、捜査本部の調べに対し、Aについて「自分が暴行した元従業員で、暴行の約1週間後に死亡した」、BとCについては「元暴力団幹部（X）が殺した。保管していた最初の遺体（A）と一緒に埋めさせた」「暴行したことはあるが、「殺せ」とは言っていない」と殺害への関与を否定する供述をした。
12月5日、阿佐はAに対する傷害致死の疑いで再逮捕された。
2004年（平成16年）2月5日、阿佐とY、Z、他1名がB・Cに対する殺人の容疑で逮捕された。これに対し、阿佐は容疑を否認し、他3名は大筋で容疑を認めた。

## 裁判

### Y・Zらの裁判
2004年（平成16年）9月16日、甲府地方裁判所刑事部（川島利夫裁判長）は、Yに対して懲役9年（求刑懲役15年）、Zに対して懲役3年執行猶予5年（求刑懲役5年）、他3名の従業員に対してそれぞれ懲役2年執行猶予3年（求刑懲役2年）、懲役2年執行猶予4年（求刑懲役2年）、懲役1年執行猶予5年（求刑懲役1年）を言い渡した。

### 阿佐の裁判
2006年（平成18年）10月20日、甲府地方裁判所刑事部（川島利夫裁判長）は、阿佐に対して死刑（求刑死刑）を言い渡した。
弁護側は、A傷害致死事件について、阿佐がAを木刀で殴打したこと自体は認めたものの、Aの前面、脇腹、顔面に対する暴行は加えていないこと、暴行後のAの容態についてAは暴行後1週間ほど生存し、1人で600メートル離れたコンビニエンスストアに行けるほどまで回復していたこと、Aの肋骨骨折は阿佐による暴行の前日に別の従業員らに受けた暴行によるものである可能性が高いことを主張した。判決ではこれら主張に対し、Aの看病をした従業員や、 Aの死体の解剖医の証言を採用してこれらを退け、Aは阿佐がAの脇腹、前面、背部などを木刀で繰り返し殴打したことにより、暴行による気管支肺炎に罹患して死亡したと認定し、傷害致死罪が成立するとした。
B・Cに対する殺害について、阿佐は犯行時にキャンプ場には行っておらず、殺害の実行も共謀もしていないと主張、弁護人はこれに加えて、阿佐には犯行時間帯にアリバイがあったとした。これに対し、判決はY・Zをはじめとする従業員証言の信用性を認め、阿佐がX・Yと共謀の上、B・Cを絞殺したと認定した。弁護側がアリバイとして主張する阿佐の娘とその友人Fの証言については、事件当日午後から夕方にかけて、阿佐が事務所で他の共犯者らとともにB・C・Dに暴行を加えたこと、その後ZらがB・Cを連れキャンプ場に出発したこと、その後もしばらくは阿佐が事務所にいたことは、阿佐本人も含む関係者の証言が一致していることから、阿佐の娘と友人の証言は「少なくとも時間的な面についての正確性という意味で、その信用性に大きな疑問を抱かざるを得ない」とした。これに加えて、殺害時間にあたる午後7時ごろの阿佐について、「一緒に夕食を食べたような気はするが、はっきり覚えていない」「大河ドラマを見ていたが、その後は覚えていない」と曖昧な点があることから、Y・Zらの証言と比較して「信用することはできないと言うべきである」とした。阿佐自身、操作段階のみならず、公判で娘らの証言を聞いた後も事件当日の自己の行動として2人の証言を前提とした供述はしていないことも踏まえ、弁護側のアリバイ成立の主張を認めなかった。
量刑については、主にB・C殺害について「自らの怒りに任せ、人命を奪うことを意に介さない身勝手極まりない犯行」と断じた。A傷害致死を受けての「自責の念は全く見受けられず、かえって、自らの意に沿わない者に対してはその命を奪うことさえ厭わない人命軽視の態度を強く見て取ることができ」、「捜査段階から不合理な弁解を貫き、罪責を免れることに汲々としていることなどをも併せみれば、改善可能性は乏しいと言わざるを得ない」ことを指摘、「死刑をもって臨むことはやむを得ない」とした。
2008年（平成20年）4月21日、東京高等裁判所（中川雄孝裁判長）は弁護側の控訴を棄却、一審の死刑判決を支持した。
一審で阿佐を事件当日キャンプ場で見たと証言したキャンプ場管理人が「ウソだった。検事から言わされた」と供述を一転させたが、死刑判決は覆らなかった。阿佐は、裁判官による判決の読み上げの際に、「ウソばっかりじゃないか！」などと怒鳴ったため退廷させられ、被告不在のまま判決が言い渡された 。
2011年（平成23年）12月20日、最高裁第3小法廷（田原睦夫裁判長）で行われた上告審弁論において弁護側がYが従来の供述を翻して「実は被告は現場にはおらず、殺したのは元暴力団幹部（X）だった」と陳述した書面を提出し、「（陳述書を書いた）共犯者にウソをつくメリットはない。被告の無罪は明らかだ」と主張した。二審が死刑の場合、上告審で1度弁論を開いて判決を言い渡すのが通例で、すでに結審していたが、検察がYから話を聞き5月8日付で弁論再開を請求し、2012年5月21日、最高裁判所第3小法廷は弁論を改めて開くことを決めた。 1度結審した事件の弁論を再開するのは異例。同年10月16日に上告審弁論が再開、Yの陳述書などの取り調べが行われ、結審した。憲法違反や判例違反などを審査する法律審の最高裁で事実調べが行われるのは異例とされる。検察は改めてYから聴取し、「警察官や検察官、裁判官には正直に話してきた」とする供述調書を提出して「陳述書は、被告の関係者から働きかけを受けて書かれており、内容は事実に反する」と弁護側に反論した。
12月11日、最高裁第3小法廷は弁護側の上告を棄却し、一、二審の死刑判決が確定することとなった 。判決では、Yの陳述書について、「第1審公判における供述の信用性を左右するものではな」いとし、「同供述等に基づき、被告人が犯行現場にいて、殺人を実行したことなどを認定した第1審判決を是認した原判決に誤りがあるとは認められない」とした。
2014年（平成26年）8月、阿佐は甲府地裁に再審請求を申し立てた。
2020年（令和2年）2月11日、阿佐は間質性肺炎により東京拘置所で死亡した。享年70歳。同年1月14日に阿佐の訴えによる診察で気胸が判明、2月11日朝に容体が急変し、午前8時半ごろ死亡が確認された。

## 冤罪説
元毎日放送記者で、関西大学社会学部教授の里見繁は、主にB・C殺害事件について阿佐の冤罪を主張している。
里見はYら「共犯」の証言が当初食い違い、後に変遷していったことに着目し、彼らの供述が2004年2月下旬に「『ぴったり』と揃」ったこと、その直前にYらをキャンプ場に集めての「犯行再現」の実況見分が行われていたことから、ここでYらの証言を「阿佐が現場に来て、2人を殺して帰って行った」という検察が主張する「ストーリー」へと一致させる「すり合わせ」が行われたと推測している。そして、判決がYらの供述が事件の根幹部で一致していることを有罪の大きな根拠にしている一方で、一致するに至るまでに不一致があったことを黙殺していると主張している。
阿佐本人は手記の中で、最初は正直にありのままを供述した元従業員たちの「ストーリー」が気に入らない取調官らから、元従業員たちは必要以上の追及を受け、「取調官らの思惑どおりの、真実とは全然違う虚偽ストーリーが出来上がって行」き、「虚偽証言だけで死刑が確定しました。他に証拠は何ひとつありません」と主張している。